# Владиславлевич, Григорий Васильевич
Григорий Васильевич Владиславлевич (ок. 1790 — 1861) — генерал-лейтенант русской императорской армии.

## Биография
Точных сведений о происхождении и месте рождения Григория Владиславлевича нет; в некоторых источниках указывается на его происхождение из сербских дворян, которые на русскую службу поступили ещё во времена Петра I. Известно также о его брате, статском советнике Степане Васильевиче, скончавшемся в г. Дубно Кременецкого уезда Волынской губернии в конце 1830-х годов — его трое сыновей — Илья, Александр и Афанасий — служили в Ингерманландском гусарском полку.
В службу вступил 16 марта 1807 года. Участвовал в русско-турецкой войне; в 1810 году за отличие получил золотой крест «За взятие Базарджика» и орден Св. Владимира 4-й степени с бантом.
За выслугу получил 26 ноября 1826 года орден Св. Георгия 4-й степени.
С 23 июля 1830 года командовал Ингерманландским гусарским полком; с 1 март 1833 года — полковник, с 8 сентября 1843 года — генерал-майор. Оставил полк, получив 28 ноября 1843 года новое назначение в Харьковскую губернию и через два года в своём письме Степану Ивановичу Каретникову писал: «Давно не имел удовольствия писать к Вам, причины этому перемена моей службы по производству моему. Отвёз сына в кадетский корпус, а по возвращении должен был прибыть в полк. Грустно было расставаться с товарищами, с которыми 14 лет прослужил. Теперечи[sic] на новом месте довольно грустно, потому, что нет никого знакомых. Всё чуждо для нашего сердца». 
В 1849 году участвовал в походе в Трансильванию, командуя Елисаветградским уланским полком.
Во время Крымской войны был командиром 2-й бригады Резервной уланской дивизии; при Евпатории был ранен в ногу на вылет. 
Генерал-лейтенант с 16 марта 1857 года.
Скончался 22 июня (4 июля) 1861 года. Похоронен в Москве на Новодевичьем кладбище. В записи о смерти был указан его возраст — 71 год.
Владиславлевичам был пожалован 7 февраля 1850 года герб; внесён в Часть 3 Сборника дипломных гербов Российского Дворянства, невнесенных в Общий Гербовник, № 51: «В серебряном поле во весь щит красного цвета крест, по сторонам коего по две накрест положенные черного цвета шпаги, обращенные концами вверх. Щит украшен дворянскими шлемом и короною, на коей черная кабанья голова, пронзенная стрелою в зев. Намет на щите с правой стороны красный, с левой – черный с серебряным подбоем».

## Награды
российские
- крест «За взятие Базарджика» (1810)
- орден Св. Владимира 4-й ст. с бантом (1810)
- орден Св. Георгия 4-й ст. (№ 4000; 26 ноября 1826)
- орден Св. Станислава 1-й ст. (1845)
- орден Св. Анны 1-й ст. (1847; императорская корона к ордену — 1849)
- орден Св. Владимира 2-й ст. (1849)
- золотая сабля с надписью «За храбрость» с бриллиантовыми украшениями (1855)

иностранные
- австрийский орден Леопольда, командорский крест (1850)

## Семья
Был женат на вдове ротмистра лейб-гвардии гусарского полка Алексея Николаевича Безобразова — Жюстине Михайловне (урождённой Деспот-Зенович), у которой от первого её брака было двое детей — Александр и Анна. В новом браке он родила сына Григория (06.10.1831 — 14.04.1910), в 1883 году ставшего генерал-майором. Жена умерла 16 января 1858 года и была похоронена на Введенском кладбище.